# Gunnar Brands
Gunnar Brands (* 30. März 1956 in Duisburg) ist ein deutscher Klassischer und Christlicher Archäologe. Von 1997 bis zum Eintritt in den Ruhestand 2022 lehrte er als Professor für Christliche Archäologie und Byzantinische Kunstgeschichte an der Martin-Luther-Universität Halle-Wittenberg.

## Leben und Wirken
Gunnar Brands wuchs in Duisburg auf und legte dort 1975 sein Abitur am staatlichen altsprachlichen Landfermann-Gymnasium ab. Seit 1977 studierte er Klassische und Christliche Archäologie, Alte Geschichte und Latein in Bonn, Heidelberg und Rom, seit 1979 zusätzlich Architektur an der RWTH Aachen. 1985 wurde er mit einer Arbeit aus dem Bereich der römischen Architektur an der Universität Bonn bei Hanns Gabelmann im Fach Klassische Archäologie promoviert. Nach dem Reisestipendium des Deutschen Archäologischen Instituts (DAI) war er seit 1987 als Forschungsstipendiat an der Außenstelle Sana'a des DAI im Nordjemen tätig. 
Von 1988 bis 1994 war Brands Assistent am Institut für Klassische Archäologie der Freien Universität Berlin (bei Wolfram Hoepfner), wo er sich 1994 mit einer Arbeit über die Bau- und Entwicklungsgeschichte von Resafa-Sergiupolis/Syrien habilitierte. 1993/94 war er Fellow am Institute for Byzantine Studies der Harvard University in Dumbarton Oaks (Washington, D.C.). Nach seiner Rückkehr nach Berlin wechselte er als Oberassistent an das Institut für Bau- und Kunstgeschichte der Brandenburgischen Technischen Universität in Cottbus (am Lehrstuhl von Adolf Hoffmann). 
1997 wurde Brands auf die Professur für Christliche Archäologie und Byzantinische Kunstgeschichte an der Universität Halle berufen, die er seit 1996 vertreten hatte. Von 1997 bis 2003 war er Geschäftsführender Direktor des Instituts für Orientalische Archäologie und Kunstgeschichte, von 2016 bis 2019 Geschäftsführender Direktor des Instituts für Altertumswissenschaften. Forschungsaufenthalte führten ihn 2000/01 erneut nach Dumbarton Oaks und seit 2006 regelmäßig als Visiting Researcher an die Princeton University. Zwei Rufe an amerikanische Universitäten lehnte er ab. 2022 wurde er emeritiert. Er ist Korrespondierendes Mitglied des Deutschen Archäologischen Instituts.
Brands forscht vorrangig zur Topographie, Architektur und Kunst der Spätantike der östlichen Provinzen des Römischen Reiches, insbesondere Syriens, Kleinasiens und Südarabiens, aber auch zur hellenistischen und römischen Architektur und zum Nachleben der Antike von der Renaissance bis in das 20. Jahrhundert. Zehn Jahre lange leitete er mehrere Projekte im Rahmen des DFG-Sonderforschungsbereichs 586 (Differenz und Integration – Wechselwirkungen zwischen nomadischen und sesshaften Lebensformen in Zivilisationen der Alten Welt). Zuletzt arbeitete er in Antakya/Türkei, dem antiken Antiochia am Orontes.

## Veröffentlichungen (Auswahl)
- Republikanische Stadttore in Italien (= British Archaeological Reports. International Series Band 458). British Archaeological Reports, Oxford 1988, ISBN 0-86054-588-1 (Dissertation).
- mit Wolfram Hoepfner (Hrsg.): Basileia. Die Paläste der hellenistischen Könige. Internationales Symposion in Berlin vom 16.12.1992 bis 20.12.1992. Zabern, Mainz 1996, ISBN 978-3-8053-1747-4.
- Die Bauornamentik von Resafa-Sergiupolis. Studien zur spätantiken Architektur und Bauausstattung in Syrien und Nordmesopotamien (= Resafa Band 6). Zabern, Mainz 2002, ISBN 978-3-8053-2800-5 (= Habilitationsschrift).
- mit Martin Maischberger (Hrsg.): Lebensbilder. Klassische Archäologen und der Nationalsozialismus. Band 1, Verlag Marie Leidorf, Rahden/Westfalen 2012, ISBN 978-3-86757-382-5; Band 2, Verlag Marie Leidorf, Rahden/Westfalen 2016, ISBN 978-3-86757-394-8.
- Antiochia in der Spätantike. Prolegomena zu einer archäologischen Stadtgeschichte. (= Hans-Lietzmann-Vorlesungen Band 14), de Gruyter, Berlin 2016, ISBN 978-3-11-044323-3.
- mit Hans Rupprecht Goette (Hrsg.): Neue Ansätze zur Erforschung spätantiker Ideal- und Portraitplastik: Stilkritik, Kontexte, naturwissenschaftliche Untersuchungen. Beiträge eines Workshops an der Martin-Luther-Universität Halle-Wittenberg 13.–16. Juni 2018. Reichert, Wiesbaden 2023, ISBN 978-3-7520-0728-2 (Digitalisat).
- mit Ulrich Weferling (Hrsg.): Archäologische Untersuchungen im Stadtgebiet von Antiochia am Orontes I. Antike und mittelalterliche Stadtmauersysteme. Brepols, Turnhout 2024, ISBN 978-2-503-60122-9.